# Gavialis bengawanicus
Gavialis bengawanicus es una especie extinta de reptil crocodiliano que se encuentra relacionado con el actual gavial de la India. Sus restos fósiles se han encontrado en Tailandia e Indonesia. La localidad tipo de la especie se sitúa en Trinil.
La presencia de esta especie en Tailandia puede proporcionar una explicación a la distribución geográfica de los gaviales fósiles que parece ser fragmentada, al cubrir Pakistán y la isla de Java pero no las áreas intermedias. Los fósiles sugieren que los gaviales pueden haberse dispersado desde India y Pakistán hasta Indonesia a través de Tailandia sin tener que recurrir a rutas marítimas.